# Таксини
Таксинові алкалоїди, часто просто таксини, — токсичні хімічні сполуки, які можна виділити з тису. Вміст таксинових алкалоїдів залежить від виду тиса, найбільше містять тис звичайний та тис гострокінцевий. Основними таксиновими алкалоїдами є таксин А і таксин В, хоча існує принаймні 10 різних алкалоїдів. До 1956 р. вважалося, що всі таксинові алкалоїди становлять собою єдине з'єднання під назвою таксин.

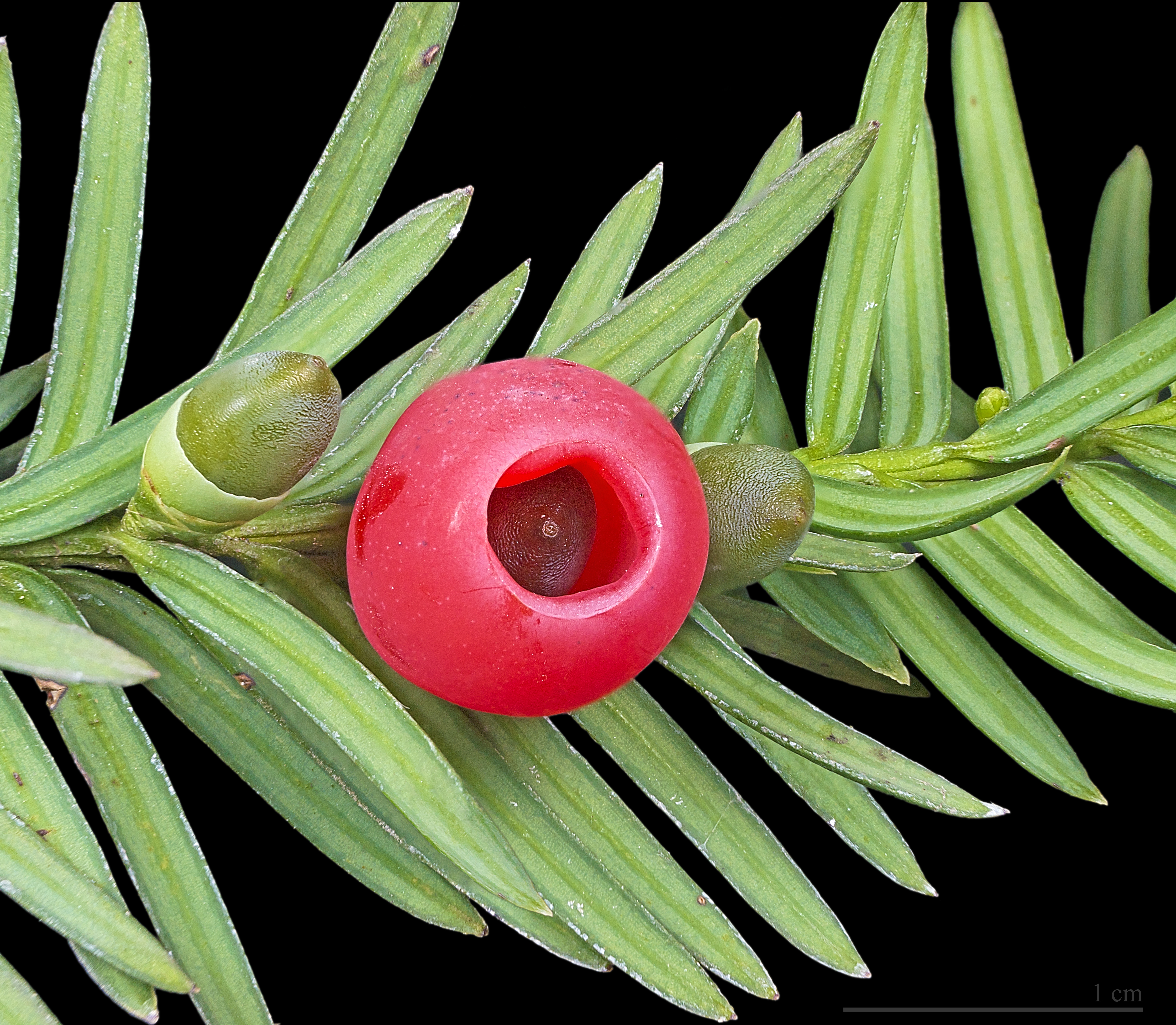
Taxus baccata та його принасінник («ягода»)

Таксинові алкалоїди є кардіотоксинами, таксин В є найбільш активним. Таксинові алкалоїди не мають медичного застосування, але паклітаксел та інші таксани, які можна виділити з тису, використовуються як хіміотерапевтичні препарати.

## Походження
Таксини можна зустріти у видах тиса: Taxus cuspidata, T. baccata, Taxus x media, Taxus canadensis, Taxus floridana та Taxus brevifolia. Усі ці види містять таксин у всіх частинах рослини, за винятком принасінника, м'ясистого покриву насіння (ягід). Кожен вид містить різну кількість концентрації таксину, що призводить до різної токсичності всередині роду. Наприклад, Taxus brevifolia має низьку токсичність, тоді як Taxus baccata містить високу концентрацію таксинів, що призводить до високої токсичності. Існують сезонні зміни концентрацій таксину в рослинах тису, з найбільшими концентраціями взимку, а найменшими — влітку. Тис — одне з небагатьох дерев, чия отрута не денатурується після смерті; тобто, дія таксину продовжується незалежно від життя тиса, в якому він міститься.

## Історія
Токсична природа тисів відома тисячоліттями. Існує ряд прикладів отруєнь, зафіксованих ранніми грецькими та римськими письменниками, включаючи розповідь Юлія Цезаря про Катіволка, царя Ебуронів, який покінчив життя самогубством, використовуючи «сік тису». Першу спробу видобути отруйну речовину з тисового дерева здійснив у 1828 році П'єро Перетті, який виділив певну гірку речовину. У 1856 р. фармацевт з Арнштадта Г. Лукас приготував білий алкалоїдний порошок із листя Taxus baccata L., який він назвав таксином. Кристалічна форма речовини була виділена у 1876 р. В. Марме, французьким хіміком. А. Гільгер та Ф. Бранде використовували аналіз елементарного горіння у 1890 р., щоб запропонувати першу молекулярну формулу {\displaystyle {\ce {C37H52NO10}}}.
Протягом наступних 60 років вважалося, що таксин складається з однієї сполуки, це було досить добре відомо і Агаті Крісті, яка використала його як отруту у книзі «Кишеня, повна жита» (1953). Однак у 1956 році Граф і Боддекер виявили, що таксин насправді є складною сумішшю алкалоїдів, а не окремим алкалоїдом. За допомогою електрофорезу їм вдалося виділити два основні компоненти — таксин А і таксин В. Таксин А був найбільш рухомим і становив 1,3 % алкалоїдної суміші, а таксин В був найповільнішим і становив 30 % суміші. Повна структура таксину А була зареєстрована в 1982 р. а таксину В — у 1991 р.

## Токсичність для людини
Весь тисовий кущ, за винятком принасінника (червона м'якоть ягоди, що покриває насіння), токсичний через вміст таксинів. Їх кардіотоксичність добре відома і діє через антагонізм кальцієвих і натрієвих каналів, викликаючи збільшення цитоплазматичних потоків кальцію в клітинах міокарда. Насіння містить найвищі концентрації цих алкалоїдів. У разі проковтування листя чи насіння рослини рекомендується термінова медична консультація, а також спостереження протягом щонайменше 6 годин після прийому. Найбільш кардіотоксичним таксином є таксин В, за яким слідує таксин А — таксин В також є найпоширенішим алкалоїдом у видів роду тис. Алкалоїди таксину швидко всмоктуються з кишечника і в достатній кількості можуть спричинити смерть через загальну серцеву недостатність, зупинку серця або дихальну недостатність. Таксини також ефективно поглинаються через шкіру, тому з видами Taxus слід поводитися обережно і бажано в рукавичках. Листя Taxus Baccata містять приблизно 5 мг таксинів на 1 г листя. Орієнтовна летальна доза (LDmin) листя Taxus baccata становить 3,0-6,5 мг/кг маси тіла для людини Наразі немає відомих протиотрут при отруєнні тисом, але для лікування симптомів використовувалися такі препарати, як атропін. Таксин залишається у рослині цілий рік, максимальні концентрації з'являються взимку. Висушений рослинний матеріал тиса зберігає свою токсичність протягом кількох місяців і навіть збільшує свою токсичність у міру видалення води опале листя також токсичне. Хоча отруєння зазвичай відбувається при поїдані листя, хоча б в одному випадку жертва вдихала тирсу з тисового дерева. Однією з основних причин того, чому різні дослідження показують різні результати LD, є те, що важко точно виміряти кількість таксину.
Чоловічі та однодомні тиси цього роду виділяють токсичний пилок, що може викликати легкі симптоми отруєння таксином. Пилок також є пусковим механізмом астми. Пилкові зерна мають всього 15 мкм і легко проходять через більшість віконних сіток.

### Симптоми отруєння
Серцево-судинні ефекти:
Аритмія, нерегулярне серцебиття, що призводить до зниження ефективності роботи серця — саме по собі є дуже важким симптомом, особливо шлуночкові аритмії можуть без лікування дуже швидко призвести до колапсу кровообігу (через зупинку серця).
Брадикардія, менше серцевих скорочень за одиницю часу.
Обидва ці наслідки призводять до:
Гіпотонія, яка дає багато симптомів, таких як:
- Головний біль
- Запаморочення
- Тремор

та багато інших типових ознак зниження артеріального тиску.
Травленнєві ефекти:
- Нудота і блювота
- Діарея
- Біль у животі

Дихальні ефекти:
- Дихальна недостатність (задишка)

Якщо отруєння важке і без лікування:
- Втрата свідомості — нестача кисню через низький кров'яний тиск і дихальні розлади змушує організм припиняти всі функції, крім найважливіших.
- Порушення дихання, зупинка дихання
- Колапс кровообігу, артеріальний тиск падає до такої міри, що навіть основні функції не можуть бути підтримані

Молекула 3,5-диметоксифенолу, що використовується для діагностики отруєння таксином

### Діагностика
Діагноз отруєння тисом дуже важливий, якщо пацієнт ще не знає, що він проковтнув частини тисового дерева. Методом діагностики є визначення 3,5-диметоксифенолу, продукту гідролізу глікозидного зв'язку в таксині, у крові, вмісті шлунка, сечі та тканинах пацієнта. Цей аналіз можна провести за допомогою газової або рідинної хроматографії, а також за допомогою мас-спектроскопії.

### Лікування
Специфічних антидотів для таксину немає, тому пацієнти можуть отримувати лише симптоматичне лікування.
Також важливо контролювати артеріальний тиск і частоту серцевих скорочень для лікування серцевих проблем. Атропін успішно використовується у людей для лікування брадикардій та аритмій, викликаних таксином. Він є більш ефективним, якщо вводити його на ранній стадії, але також слід бути обережним із введенням, оскільки він може спричинити збільшення потреби міокарда в кисні та потенціювати гіпоксію та дисфункцію міокарда. Також можна встановити штучний кардіостимулятор для контролю серцевого ритму.
Інші методи лікування корисні для лікування інших симптомів отруєння: вентиляція при позитивному тиску при наявності дихальних розладів; флюїдна терапія для підтримки артеріального тиску та підтримки гідратації та функції нирок; засоби захисту шлунково-кишкового тракту; також може виникнути необхідність контролювати агресивну поведінку та судоми за допомогою транквілізаторів.

### Профілактика
Токсичні ефекти T. baccata відомі з давніх часів. У більшості випадків отруєння є випадковим, особливо у випадках з дітьми або тваринами. Однак є випадки, коли отрута використовується як метод самогубства.
Оскільки отруєння таксином часто діагностується лише після смерті пацієнта через його швидкий вплив, запобігання впливу дуже важливо. Навіть висушені частини рослини токсичні, оскільки вони все ще містять молекули таксину. Власники домашніх тварин повинні стежити, щоб гілки чи листя тису не використовувалися як іграшки для собак або як гілки для домашніх птахів.

## Токсичність для тварин

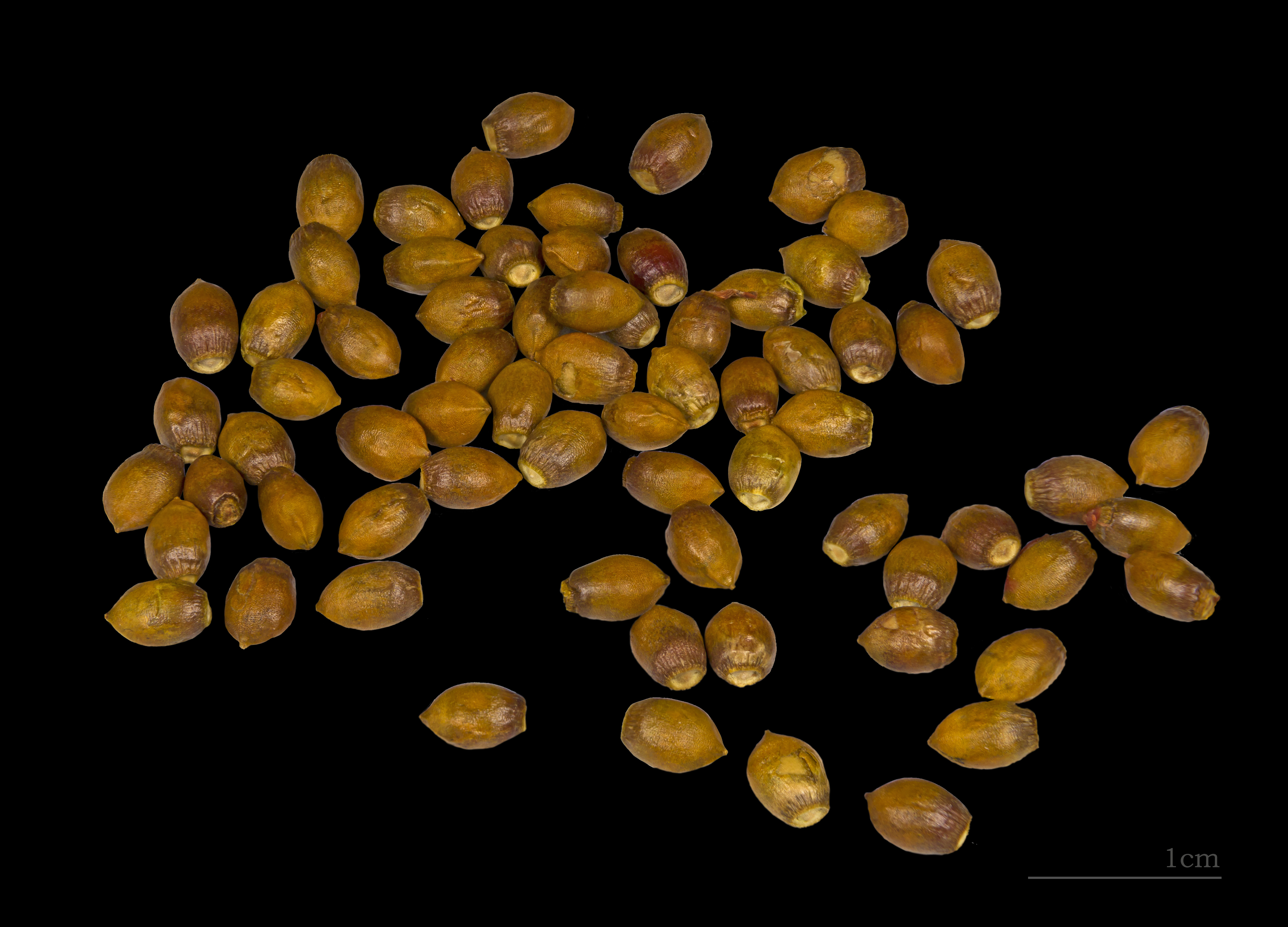
Насіння Taxus baccata

Вплив таксину на людей дуже подібний до впливу на тварин. Він має ті ж механізми дії, і в більшості випадків при попаданні тисового матеріалу діагностується смерть тварини. Більш того, клінічні ознаки, діагностика, лікування та профілактика в основному такі ж, як і у людей. Це стало очевидним завдяки багатьом експериментам, проведеним на щурах, свинях та інших тваринах.
Тим не менш, є деякі тварини, які мають імунітет до впливу таксину, такі як ара та білохвостий олень.

## Механізм дії

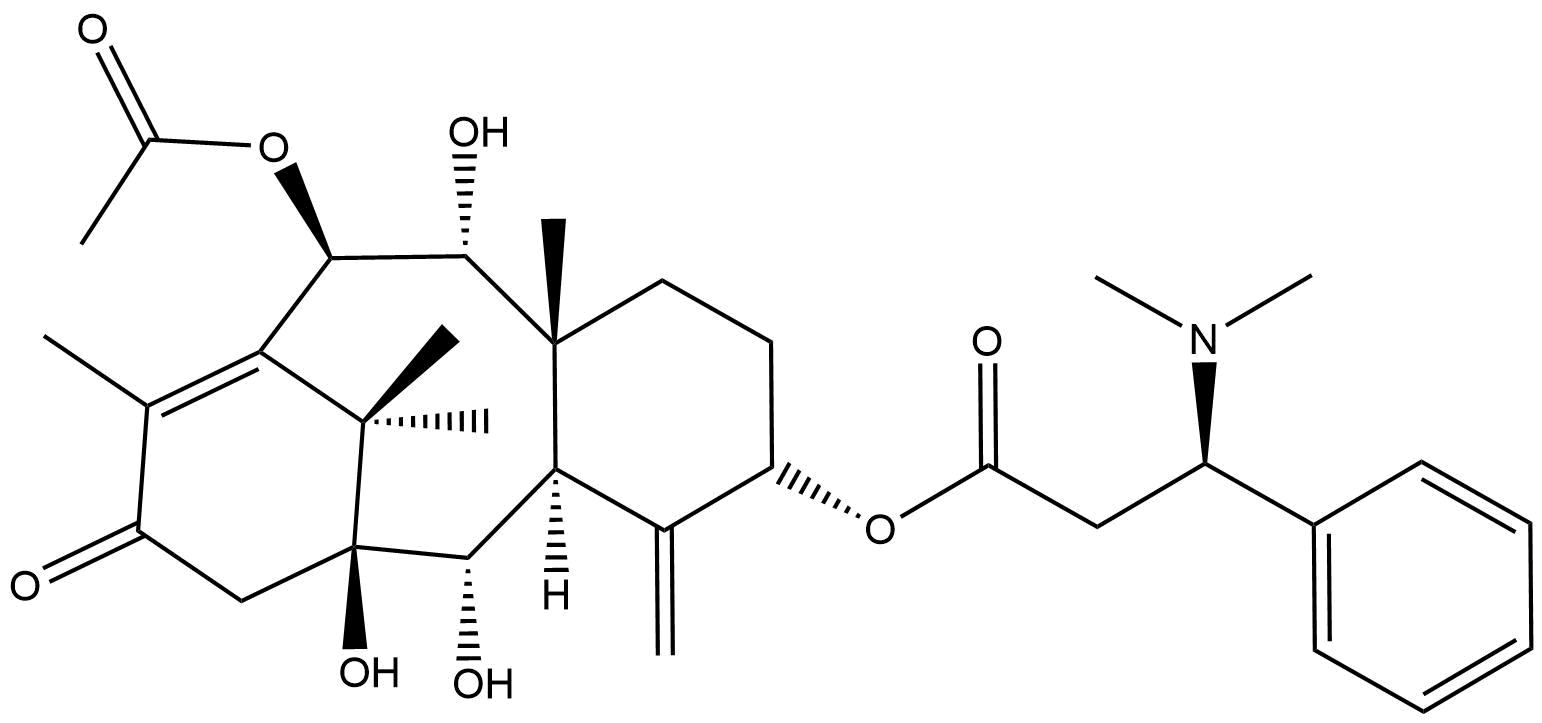
Структура таксину В, кардіотоксичної хімічної речовини в тисі

Токсичність тиса обумовлена речовинами, що містяться в ньому, основними з яких є: токсичні алкалоїди (таксин В, паклітаксел, ізотаксин В, таксин А), глікозиди (таксикатин) та похідні таксану (таксол А, таксол В)).
Було проведено багато досліджень щодо токсичності таксинових алкалоїдів і вони показали, що їх механізм дії впливає на натрієві та кальцієві канали клітин міокарда, збільшуючи концентрацію цитоплазматичного кальцію. Їх механізм подібний до таких препаратів, як верапаміл, хоча таксини більш кардіоселективні. Вони також зменшують швидкість деполяризації потенціалу дії залежно від дози. Це викликає брадикардію, гіпотензію, пригнічення скорочувальної здатності міокарда, затримку провідності, аритмії та інші ускладнення.
Деякі таксинові алкалоїди були виділені для вивчення їх дії та характеристик, що дозволило виявити деякі особливості кожної речовини рослини, наприклад: таксин А не впливає на артеріальний тиск, таксол викликає серцеві порушення у деяких людей, і що таксин В є найбільш токсичним з цих речовин.
Оскільки похідне тису, паклітаксел, діє як протипухлинний препарат, були проведені дослідження, щоб показати, чи можна таксин В також використовувати як фармакопрепарат.